# Distretto di San Vicente de Cañete
Il distretto di San Vicente de Cañete è uno dei sedici distretti della provincia di Cañete, in Perù. Si trova nella regione di Lima e si estende su una superficie di 513,15 chilometri quadrati.
Ha per capitale la città di San Vicente de Cañete.